# Daniel Haas
Daniel Haas (Erlenbach am Main, 1º agosto 1983) è un ex calciatore tedesco, di ruolo portiere.

## Carriera
Nella stagione 2007-2008 ha conquistato la promozione dalla 2. Bundesliga alla 1. Bundesliga.